# Birmingham City
Birmingham City (offiziell: Birmingham City Football Club) – auch bekannt als The Blues – ist, neben Aston Villa, einer von zwei englischen Profi-Fußballvereinen aus Birmingham.
Der Verein wurde zunächst als „Small Heath Alliance“ gegründet, deren erster Sportplatz genau gegenüber vom jetzigen St. Andrews in der Arthur Street lag, und änderte im weiteren Verlauf seiner Geschichte mehrfach den Namen: von „Small Heath“ im Jahre 1888 über „Birmingham Football Club“ 1905 schließlich weitere 40 Jahre später in die noch heute gültige offizielle Bezeichnung „Birmingham City Football Club“.
In den Jahren 1931 und 1956 erreichte der Verein jeweils das Endspiel im FA Cup; dazu kamen 1963 durch einen 3:1-Finalerfolg nach Hin- und Rückspiel gegen den Lokalrivalen Aston Villa und 2011 nach einem 2:1-Endspielsieg gegen den FC Arsenal jeweils mit dem Ligapokal die einzigen bedeutenden Trophäen in der Vereinsgeschichte. Zwischen 1986 und 2002 erlebte Birmingham City seine sportlich gesehen schwierigste Zeit, als sich der Verein stets außerhalb der obersten englischen Spielklasse befand und sogar zwei Phasen in der dritten Liga durchlaufen musste. In den Jahren 2002 bis 2011 spielte der Verein insgesamt sieben Spielzeiten in der Premier League. Von 2011 bis zum Abstieg 2024 gehörte der Klub der zweitklassigen EFL Championship an. 2025 schaffte Birmingham als Meister der drittklassigen EFL League One den direkten Wiederaufstieg.
Der Spitzname der Mannschaft „The Blues“ hat seine Herkunft in den blauen und weißen Mannschaftsfarben. Die Anhänger des Vereins werden daran anlehnend „Bluenoses“ genannt. Der Klub trägt seine Heimspiele im St. Andrew’s Stadium aus, das 29.409 Zuschauern Platz bietet.

## Vereinsgeschichte

### Die ersten Jahre
Im Jahre 1875 gründeten Mitglieder des Cricketvereins „Holy Trinity Cricket Club“ eine Fußballabteilung unter der Bezeichnung „Small Heath Alliance“ und planten damit zunächst lediglich eine Freizeitsportbetätigung im Winter. Der Verein aus Bordesley Green – im Stadtzentrum Birminghams gelegen – besaß wie viele andere Vereine kirchliche Wurzeln und bezog 1877 an der „Muntz Street“ seine erste dauerhaft angemietete Spielstätte.
Das erste offizielle Spiel des Vereins fand gegen die „Holte Wanderers“ aus Aston statt – aus dem Bezirk, der im weiteren Geschichtsverlauf mit Aston Villa den größten Lokalrivalen Birmingham Citys stellen sollte. Im Jahre 1885 wurde der Verein zu einem Profiklub und schloss sich 1892 der Football League als Gründungsmitglied der zweitklassigen Second Division an. Bereits in der ersten Saison gewann Small Heath dort die Meisterschaft, stieg aber dennoch nicht in die First Division auf, da man die dafür notwendigen „Testspiele“ – wie es damals hieß – gegen Newton Heath (heute bekannt als „Manchester United“) verlor. Im anschließenden Jahr konnte der Aufstieg jedoch nachgeholt werden, nachdem der Verein zunächst den zweiten Platz in der Second Division belegt und danach das Ausscheidungsspiel gegen den FC Darwen gewonnen hatte.
Als Small Heath mittlerweile der einzige Verein der Stadt Birmingham in der Football League war, sollte dieser 1905 den Namen „Birmingham City Football Club“ erhalten. Dies fand bei den Vereinseigentümern jedoch keine Mehrheit und der Klub erhielt stattdessen die kürzere Namensversion „Birmingham Football Club“.
Ein Jahr später bezog der Verein die noch heute genutzte Heimspielstätte im St. Andrews Stadium und trat dort in der ersten torlos endenden Partie vor 32.000 Zuschauern gegen den FC Middlesbrough an.
In der Meisterschaft pendelte der Klub zwischen der zweiten und ersten Liga. Nach dem Abstieg im Jahre 1896 kehrte der Klub nach fünf weiteren Spielzeiten in die Erstklassigkeit zurück und verblieb dort bis 1908. Bis zum Ausbruch des Ersten Weltkriegs agierte der Verein mit wechselhaftem Erfolg in der Second Division, wobei zumeist Plätze in der unteren Tabellenhälfte zu Buche standen. Der offizielle Spielbetrieb stand während der Kampfhandlungen vollständig still und das St. Andrew’s Stadium diente Soldaten in der Ausbildung gar als Schießstand.

### Rückkehr in die Erstklassigkeit: Die Bradford-Jahre
Nach dem Ende des Krieges knüpfte der FC Birmingham an die frühen Ligaerfolge an. Einem dritten Platz in der Saison 1919/20 folgte die Zweitligameisterschaft im Jahre 1921 und die damit verbundene Rückkehr in die First Division.
Am 2. September 1925 trat der Klub im heimischen St. Andrew’s Stadium gegen den spanischen Verein Real Madrid an und siegte in diesem ersten Spiel gegen kontinentale Konkurrenz mit 3:0. Den ersten nennenswerten Erfolg in einem bedeutenden Wettbewerb brachte das Jahr 1931, als der FC Birmingham erstmals das FA-Cup-Finale erreichte und dort dem Gegner West Bromwich Albion mit 1:2 nur knapp unterlag.
In der Meisterschaft sollte der Verein in den anschließenden Jahren zwar zumeist nur einen zweistelligen Tabellenplatz belegen, blieb aber bis zum Abstieg in der Saison 1938/39 erstklassig. Die Phase zwischen 1920 und 1935 wurde später als die „Bradford-Jahre“ bezeichnet und nimmt Bezug auf Joe Bradford, der mit 267 Treffern in 445 Spielen noch heute Rekordtorschütze des Vereins ist und zwölf Länderspiele für die englische Nationalmannschaft absolvierte.
Kurz nach Beginn der Saison 1939/40, in der der FC Birmingham wieder in der Second Division spielen musste, setzte der Spielbetrieb aufgrund des Zweiten Weltkrieges aus. Das St. Andrew’s Stadium wurde anschließend bis 1945 von der deutschen Luftwaffe durch nicht weniger als 20 Treffer schwer beschädigt.

### Die „Blues“ in Europa
In den 1950er-Jahren konnte der mittlerweile in Birmingham City umbenannte Verein nach zuvor zweijähriger Zugehörigkeit zur Second Division seine bis heute höchste Position in der Meisterschaft erringen. Die von Arthur Turner betreute Mannschaft belegte zum Ende der Saison 1955/56 den sechsten Platz. Außerdem erreichte der Klub zum zweiten Male ein FA-Cup-Endspiel und verlor erneut – nun mit 1:3 gegen Manchester City. Diese Spielzeit stellte zudem den Auftakt einer Serie von zehn ununterbrochenen Jahren der Erstklassigkeit dar. In diese Phase fiel 1963 der erste Titelgewinn, als der Lokalrivale Aston Villa im Endspiel des Ligapokals mit 3:1 nach Hin- und Rückspiel besiegt werden konnte.
Im Jahre 1956 wurde Birmingham City zum ersten englischen Fußballverein, der an einem europäischen Vereinswettbewerb teilnahm. Dieser trat dabei nach einer speziellen Einladung zum erstmals zwischen 1955 und 1958 ausgetragenen Messepokalwettbewerb an. Mehrere Städte – darunter auch London – entsendeten Auswahlen, die Spieler aus mehreren Vereinen beinhalteten. Da die Vereinsführung von Aston Villa jedoch seine Zusage für eine gemeinsame Mannschaft aus Birmingham verweigerte, setzte sich diese Auswahl lediglich aus Spielern von Birmingham City zusammen.
Bei der Europapremiere trennte sich der Klub am 15. Mai 1956 torlos von Inter Mailand. Zwischen 1956 und 1962 nahmen die „Blues“ insgesamt vier Mal am Messepokal teil und blieben dabei in zwölf Heimspielen ungeschlagen. Von den insgesamt 51 erzielten Toren schoss Johnny Gordon alleine sieben Treffer, und Trevor Smith entwickelte sich mit 18 Einsätzen zum europäischen Rekordspieler des Vereins.
In den Jahren 1960 und 1961 stieß die Mannschaft jeweils bis ins Endspiel vor. Dort unterlag man jedoch zunächst dem FC Barcelona – einem 0:0 folgte eine 1:4-Rückspielniederlage im Camp Nou und im Jahr darauf dem AS Rom mit insgesamt 2:4 Toren in beiden Partien. Im zweiten Fall hatte die Mannschaft zuvor im Viertelfinale Inter Mailand besiegt und dabei als erster englischer Klub im San-Siro-Stadion gegen diesen Gegner gewonnen.

### Wechselhafte Zeiten (1965–1985)
Mit dem Erstligaabstieg als Tabellenletzter nach Abschluss der Saison 1964/65 endete diese Blütezeit und sollte für die „Blues“ sieben anschließende Jahre in der Zweitklassigkeit vorsehen. Im Jahre 1970 debütierte dabei der erst 16-jährige Trevor Francis, der im weiteren Verlauf zu einem der angesehensten Spieler der Vereinsgeschichte werden sollte und 1979 als erster Fußballer aufgrund der Transferablöse beim Wechsel zu Nottingham Forest zum ersten englischen „Millionen-Spieler“ (in Pfund) wurde.
Nach dem Aufstieg im Jahre 1972 hielt sich Birmingham City mit Ausnahme des einjährigen Aufenthalts in der Second Division in der Saison 1979/80 konstant in der höchsten englischen Spielklasse und beherbergte 1978 mit dem Argentinier Alberto Tarantini gar kurzzeitig seinen ersten Weltmeister. Mit Sir Alf Ramsey, der 1966 die englische Nationalmannschaft zum WM-Titel im eigenen Land geführt hatte, besaß der Klub zwischen September 1977 und März 1978 kurzzeitig zudem einen echten Weltmeistertrainer.
Ab 1980 agierte Birmingham City erneut vier Jahre in der First Division und kehrte nach dem Abstieg im Jahre 1984 im anschließenden Jahr durch die Vizemeisterschaft wieder in die Eliteliga zurück.

### Absturz in die Niederungen des englischen Profifußballs
Zum Ende der Saison 1985/86 musste Birmingham City zunächst den Gang in die Zweitklassigkeit antreten und stieg nach drei Jahren in der Second Division 1989 sogar erstmals in der Klubgeschichte in die dritte Liga ab. Nach drei weiteren Spielzeiten gelang die Rückkehr in die nach der Einführung der Premier League nun First Division genannte zweithöchste Spielklasse. Es folgte jedoch aufgrund der schlechteren Tordifferenz gegenüber West Bromwich Albion 1994 der erneute Abstieg in die dritte Liga, woran auch ein Trainerwechsel von Terry Cooper zu Barry Fry zur Mitte der Saison nichts hatte ändern können. Jener Fry führte den Klub durch den Gewinn der Drittligameisterschaft zum direkten Wiederaufstieg und gewann mit der Mannschaft zudem 1995 die Auto Windscreens Trophy – ein Pokalwettbewerb, der zwischen Vereinen der untersten beiden Ligen der Football League ausgespielt wird. Nach einem vielversprechenden Start und aufkommenden Aufstiegshoffnungen zur Mitte der Saison 1995/96 ließen die Mannschaftsleistungen immer mehr nach, und der bei den Anhängern beliebte Fry wurde trotz des Halbfinaleinzugs im Ligapokal am Ende der Spielzeit entlassen, die Birmingham City nur auf dem 15. Platz abgeschlossen hatte.
Frys Nachfolger Trevor Francis blieb bis Oktober 2001 im Amt. Während seiner Ägide zog der Verein in drei aufeinanderfolgenden Spielzeiten in die Play-offs ein. Ein weiteres Mal verpasste der Klub 1998 den Einzug in die Ausscheidungsspiele mit dem siebten Platz nur knapp und war dabei Opfer der Regelung, dass bei Punktegleichheit anstelle der Tordifferenz zunächst die mehr erzielten Tore berücksichtigt wurden, sodass Sheffield United den sechsten Platz einnahm. Unter Steve Bruce zog der Klub 2002 ins Ligapokalendspiel ein und verlor dort gegen den FC Liverpool nach Elfmeterschießen. Durch den anschließenden Sieg im Play-off-Finale gegen Norwich City im gleichen Jahr – Darren Carter verwandelte dabei den entscheidenden Strafstoß – kehrte der Verein nach 16 Jahren wieder in die Erstklassigkeit zurück und nahm erstmals an der Premier League teil.

### Hin und her zwischen Erst- und Zweitklassigkeit
Die erste Saison in der Premier League verlief zufriedenstellend und der Klassenerhalt gelang mit einem komfortablen 13. Tabellenplatz. Mit Spielern wie dem französischen Nationalspieler Christophe Dugarry, der zunächst im Januar 2003 auf Leihbasis und nach Saisonablauf dauerhaft verpflichtet wurde, kam der Verein vor allem zu zwei Prestigesiegen gegen Aston Villa. In der Spielzeit 2003/04 sorgte eine gute Frühform dafür, dass sich der Verein im ersten Monat unter den besten vier Mannschaften befand und statistisch gesehen nach sechs Wochen über die beste Abwehr verfügte. Eine Negativserie zum Saisonende mit sieben Spielen ohne Sieg sorgte aber dafür, dass die Mannschaft noch auf den zehnten Platz abrutschte. In der Spielzeit 2004/05 belegte der Verein den zwölften Platz und hatte vor allem nach einer schweren Knieverletzung von Mikael Forssell in der Frühphase der Saison mit Problemen in der Angriffsformation zu kämpfen.
Die Erwartungen stiegen bei Anhängern und Vereinsverantwortlichen an, als Birmingham City mit einem deutlich gestärkten Kader in die Saison 2005/06 ging. Der Verein hatte Forssell nun dauerhaft verpflichtet, und mit Jermaine Pennant, Mehdi Nafti, Walter Pandiani und Nicky Butt ergänzten renommierte Spieler die Mannschaft. Dazu wurde noch der tschechische Nationalspieler Jiří Jarošík vom FC Chelsea ausgeliehen. Diese neu zusammengestellte Mannschaft fand jedoch nie ihre Form, und der Verein stieg nach einem enttäuschenden Meisterschaftsverlauf – wobei auch beide Derbys gegen Aston Villa verloren wurden – in die Zweitklassigkeit ab. Die Vereinsführung war daraufhin gezwungen, zahlreiche Spieler freizugeben, um das hohe Gehaltsgefüge an die deutlich reduzierten Einnahmen in der zweiten Liga anzupassen.
Der Verein startete gut in die Championship-Saison 2006/07 und setzte sich anfänglich auf den ersten beiden Plätzen fest. Eine Serie siegloser Spiele hatte dann einen Fall bis auf den neunten Platz zur Folge, worauf in weiten Teilen der lokalen Medien bereits Bruce’s Entlassung gefordert wurde. Die Leistungen stabilisierten sich dann aber wieder, und im März 2007 kehrte der Klub an die Tabellenspitze zurück. Gemeinsam mit dem FC Sunderland wurde dann am 29. April 2007 mit der 0:2-Niederlage von Derby County gegen Crystal Palace der Aufstieg in die Premier League besiegelt. Die Zweitligameisterschaft gelang jedoch nicht, da am letzten Spieltag Preston North End nicht besiegt werden konnte – gleichzeitig siegte Sunderland gegen Luton Town. Das Team konnte sich allerdings nicht in der Premier League halten und stieg in der Saison 2007/08 wieder ab. Die darauf folgende Saison 2008/09 schloss Birmingham auf dem 2. Platz ab und konnte damit den sofortigen Wiederaufstieg in die Premier League feiern. Durch einen 2:1-Sieg über den FC Arsenal konnte man am 27. Februar 2011 zum zweiten Mal nach 1963 den Ligapokal gewinnen und spielte damit in der Saison 2011/12 in der UEFA Europa League.
Zum Ende der Saison stieg man jedoch wieder aus der Premier League ab.
Die Saison 2011/12 stand zunächst im Zeichen des europäischen Fußballs, der nach 50 Jahren nach Birmingham zurückkehrte. Durch den Gewinn des Ligapokals gegen Arsenal durften die Blues in der Saison 2011/12 als Zweitligist endlich wieder die europäische Fußballbühne betreten. Nach der erfolgreichen Qualifikationsrunde gegen Nacional Funchal von der Insel Madeira (Portugal) hießen die Gegner in der Gruppenphase Sporting Braga (ebenfalls Portugal), NK Maribor aus Slowenien und der FC Brügge aus Belgien. Am Ende fehlte ein Punkt zum Weiterkommen in die nächste Runde. Doch die Fans aus Birmingham genossen die acht Spiele in Europa sehr. Und gerade zu den Fans des FC Brügge entwickelte sich 2011 eine Fan-Freundschaft, die bis heute anhält.
Das erste Ligajahr nach dem Abstieg aus der Premier League schloss das Team von Neu-Trainer Chris Hughton am Ende der Saison 2011/12 auf dem 4. Platz ab, der zu den Play-off-Spielen berechtigte. Nach einer 0:1-Niederlage in Blackpool reichte das 2:2-Unentschieden im heimischen St. Andrew’s nicht zum Finaleinzug nach Wembley.
Lee Clark löste Chris Hughton zur Saison 2012/13 auf der Trainerbank der Blues ab. Mit dem 12. Platz am Ende der Saison und der mäßigen Entwicklung der Mannschaft war man bei Birmingham City nicht zufrieden. Einen dramatischen Verlauf nahm die Saison 2013/14. Erst mit seinem Kopfballtreffer zum 2:2-Ausgleich bei den Bolton Wanderers in der Nachspielzeit des letzten Spieles der Saison sicherte Verteidiger Paul Caddis die Blues vor dem Sturz in die dritte Liga. Dieses Spiel ging als „The Great Escape“ in die Historie von Birmingham City ein.
Nach einem sehr schwachen Saisonstart 2014/15 mit dem negativen Höhepunkt einer 0:8-Heimniederlage gegen Bournemouth wurde Trainer Lee Clark im Oktober 2014 entlassen und durch den Ex-Blues-Verteidiger Gary Rowett ersetzt. Rowett gelang es, Ruhe in den Verein zu bringen und schaffte mit seinem Team am Ende der Saison einen kaum für möglich gehaltenen 10. Tabellenplatz. Mit Robert Tesche, der zur Rückserie von Nottingham Forest ausgeliehen wurde, feierte der erst zweite deutsche Spieler nach Antoine Hey (1997–1999) sein Debüt im Trikot von Birmingham City. Beim 2:1-Heimerfolg über Rotherham United am Karfreitag 2015 bedeutete sein Tor zur 1:0-Führung das erste Ligator eines Deutschen in der 140-jährigen Vereinsgeschichte von Birmingham City.
Trotz großer finanzieller Sorgen gelang Birmingham City unter Rowett ein sehr guter Start in die Saison 2015/16. Nach 15 Spieltagen fanden sich Blues auf dem 6. Tabellenplatz wieder. Die Saison schloss man letztlich auf Rang zehn ab.

## Erfolge
Englischer Ligapokal (League Cup): 2
- 1963, 2011

Football League Second Division (2. Liga): 4
- 1893, 1921, 1948, 1955

Football League Second Division (3. Liga): 1
- 1995

Football League Trophy: 2
- 1991, 1995

Messe-Pokal-Finalist: 2
- 1960, 1961

## Aktueller Kader 2024/25
Stand: 17. Oktober 2024
| Nr. |            | Position | Name             |
| --- | ---------- | -------- | ---------------- |
| 2   | England    | AB       | Ethan Laird      |
| 3   | England    | AB       | Lee Buchanan     |
| 4   | Osterreich | AB       | Christoph Klarer |
| 5   | England    | AB       | Dion Sanderson   |
| 6   | Polen      | MF       | Krystian Bielik  |
| 7   | Schweden   | ST       | Emil Hansson     |
| 9   | England    | ST       | Alfie May        |
| 10  | England    | ST       | Lukas Jutkiewicz |
| 11  | Schottland | ST       | Scott Wright     |
| 12  | Schottland | MF       | Marc Leonard     |
| 13  | Korea Sud  | MF       | Paik Seung-ho    |
| 14  | England    | MF       | Keshi Anderson   |
| 15  | England    | MF       | Alfie Chang      |
| 17  | Schottland | ST       | Lyndon Dykes     |

| Nr. |            | Position | Name                   |
| --- | ---------- | -------- | ---------------------- |
| 18  | Island     | MF       | Willum Thór Willumsson |
| 19  | England    | MF       | Taylor Gardner-Hickman |
| 20  | England    | AB       | Alex Cochrane          |
| 21  | England    | TW       | Ryan Allsop            |
| 23  | Island     | AB       | Alfons Sampsted        |
| 24  | Japan      | MF       | Tomoki Iwata           |
| 25  | England    | AB       | Ben Davies             |
| 26  | Wales      | MF       | Luke Harris            |
| 27  | England    | MF       | Brandon Khela          |
| 28  | England    | ST       | Jay Stansfield         |
| 33  | Japan      | ST       | Ayumu Yokoyama         |
| 45  | Nordirland | TW       | Bailey Peacock-Farrell |
| 48  | England    | TW       | Bradley Mayo           |
|     | England    | AB       | Josh Williams          |

## Trainer
- Alf Jones (1892–1908)
- Alex Watson (1908–1911)
- Bob McRoberts (1911–1915)
- Frank Richards (1915–1923)
- Billy Beer (1923–1927)
- Bill Harvey (1927–1928)
- Leslie Knighton (1928–1933)
- George Liddell (1933–1939)
- Harry Storer (1945–1948)
- Bob Brocklebank (1949–1954)
- Arthur Turner (1954–1958)
- Pat Beasley (1958–1960)
- Gil Merrick (1960–1964)
- Joe Mallett (1964–1965)
- Stan Cullis (1965–1970)
- Freddie Goodwin (1970–1975)
- Willie Bell (1975–1977)
- Alf Ramsey (1977–1978)
- Jim Smith (1978–1982)
- Ron Saunders (1982–1986)
- John Bond (1986–1987)
- Garry Pendrey (1987–1989)
- Dave Mackay (1989–1991)
- Lou Macari (1991)
- Terry Cooper (1991–1993)
- Barry Fry (1993–1996)
- Trevor Francis (1996–2001)
- Steve Bruce (2001–2007)
- Alex McLeish (2007–2011)
- Chris Hughton (2011–2012)
- Lee Clark (2012–2014)
- Gary Rowett (2014–2016)
- Gianfranco Zola (2016–2017)
- Harry Redknapp (2017)
- Steve Cotterill (2017–2018)
- Garry Monk (2018–2019)
- Pep Clotet (2019–2020)
- Aitor Karanka (2020–2021)
- Lee Bowyer (2021–2022)
- John Eustace (2022–2023)
- Wayne Rooney (2023–2024)
- Tony Mowbray (2024)
- Chris Davies (2024–)

## Statistiken und Rekorde

### Spieler mit den meisten Einsätzen
Hinweis: nur offizielle Wettkämpfe (inkl. Einwechslungen) – Die Angaben in Klammern stehen für die dabei erzielten Tore.
| #  | Name           | Liga      | FA-Pokal | Ligapokal | Europa | C. Shield | Summe   |
| -- | -------------- | --------- | -------- | --------- | ------ | --------- | ------- |
| 1  | Gil Merrick    | 1946–1959 | 485 (0)  | 56 (0)    | 0 (0)  | 10 (0)    | 551 (0) |
| 2  | Frank Womack   | 1908–1928 | 491 (0)  | 24 (0)    | 0 (0)  | 0 (0)     | 515 (0) |
| 3  | Joe Bradford   | 1920–1935 | 414 (0)  | 31 (0)    | 0 (0)  | 0 (0)     | 445 (0) |
| 4  | Ken Green      | 1947–1958 | 401 (0)  | 36 (0)    | 0 (0)  | 4 (0)     | 440 (0) |
| 5  | Johnny Crosbie | 1920–1932 | 409 (0)  | 23 (0)    | 0 (0)  | 0 (0)     | 432 (0) |
| 6  | Trevor Smith   | 1953–1964 | 365 (0)  | 35 (0)    | 12 (0) | 18 (0)    | 430 (0) |
| 7  | Malcolm Beard  | 1960–1970 | 349 (1)  | 24 (1)    | 25 (0) | 4 (0)     | 402 (2) |
| 8  | Dan Tremelling | 1919–1931 | 382 (0)  | 13 (0)    | 0 (0)  | 0 (0)     | 395 (0) |
| 9  | Malcolm Page   | 1965–1980 | 328 (8)  | 29 (0)    | 14 (0) | 12 (0)    | 383 (8) |
| 10 | Harry Hibbs    | 1926–1938 | 358 (0)  | 30 (0)    | 0 (0)  | 0 (0)     | 388 (0) |

### Spieler mit den meisten Toren
Hinweis: nur offizielle Wettkämpfe (inkl. Einwechslungen) – Die Angaben in Klammern stehen für die insgesamt absolvierten Spiele.
| #  | Name           | Liga                | FA-Pokal  | Ligapokal | Europa | C. Shield | Summe     |
| -- | -------------- | ------------------- | --------- | --------- | ------ | --------- | --------- |
| 1  | Joe Bradford   | 1920–1935           | 249 (414) | 18 (31)   | 0 (0)  | 0 (0)     | 267 (445) |
| 2  | Trevor Francis | 1970–1979           | 119 (280) | 6 (20)    | 4 (19) | 4 (10)    | 133 (329) |
| 3  | Peter Murphy   | 1952–1960           | 107 (245) | 16 (24)   | 0 (0)  | 4 (9)     | 127 (278) |
| 4  | Fred Wheldon   | 1890–1896           | 99 (155)  | 12 (13)   | 0 (0)  | 5 (7)     | 116 (175) |
| 5  | George Briggs  | 1924–1933           | 98 (298)  | 9 (26)    | 0 (0)  | 0 (0)     | 107 (324) |
| 6  | Billy Jones    | 1901–1909 1912–1913 | 99 (236)  | 3 (17)    | 0 (0)  | 0 (0)     | 102 (253) |
| 7  | Geoff Vowden   | 1964–1970           | 79 (221)  | 8 (16)    | 7 (16) | 0 (0)     | 94 (253)  |
| 8  | Eddy Brown     | 1954–1958           | 74 (158)  | 13 (18)   | 0 (0)  | 3 (9)     | 90 (185)  |
| 9  | Bob Latchford  | 1969–1974           | 68 (160)  | 6 (12)    | 6 (16) | 4 (6)     | 84 (193)  |
| 10 | Bob McRoberts  | 1898–1905           | 70 (173)  | 12 (14)   | 0 (0)  | 0 (0)     | 82 (187)  |

## Sonstiges
- Die Rückennummer 22, die Jude Bellingham bis zu seinem Wechsel zur Saison 2020/21 zu Borussia Dortmund getragen hat, wird vom Club aus Birmingham, zu dessen Ehren, nicht mehr vergeben.[8]